# Alisher Mujtarov
Alisher Mujtarov (26 de mayo de 1973) es un deportista uzbeko que compitió en judo. Ganó dos medallas de plata en el Campeonato Asiático de Judo en los años 1995 y 1999.

## Palmarés internacional
| Campeonato Asiático | Campeonato Asiático | Campeonato Asiático | Campeonato Asiático |
| Año                 | Lugar               | Medalla             | Categoría           |
| ------------------- | ------------------- | ------------------- | ------------------- |
| 1995                | Nueva Delhi (India) | Medalla de plata    | –60 kg              |
| 1999                | Wenzhou (China)     | Medalla de plata    | –60 kg              |